# Кладовище Дарницького лісництва
Кладовище Дарницького лісництва — невеликий некрополь у Дарницькому районі міста Києва. Виник для поховання мешканців селища Дарницького лісництва. Один з найменш відомих некрополів міста.
Виникло у 1934 році внаслідок нещасного випадку. Пастуха із Західної України, що оселився в Тростянецькому лісництві, забив на смерть бугай. Небіжчика поховали на території селища, на узліссі. В жовтні 1943 року поховання були знищені внаслідок пожежі. Наразі тут нараховується приблизно 100 могил. Найдавніші надгробки датовані початком 1950-х років. Збереглося понад 10 дерев'яних хрестів.